# Thierry De Groote
Thierry De Groote (Deinze, 9 mei 1975) is een Belgisch voormalig wielrenner. Hij werd in 2008 ploegleider bij Jong Vlaanderen-Bauknecht.
De Groote heeft in continentale teams als Yawadoo cycling team, Jartazi-promo, Palmans-Colstrop en Landbouwkrediet-colnago gereden. Hij heeft twee overwinningen geboekt. Eén daarvan was de eerste etappe in de ronde Triptyque Ardennais, in Sprimont. In die ronde was hij even leider in het klassement. Hij is gestopt eind 2007. In 2008 werd hij ploegleider van de jongerenploeg Jong Vlaanderen-Bauknecht.
Het jaar 2000 was zijn topjaar.

## Palmares
| Jaartal | Wedstrijd                                      | Uitslag | Plaats van de wedstrijd. |
| ------- | ---------------------------------------------- | ------- | ------------------------ |
| 1993    | Eindklassement Ster van Zuid-Limburg, Junioren | 1ste    | Vlag van België          |
| 1993    | Trofee van Vlaanderen, Reningelst, Junioren    | 2de     | Vlag van België          |
| 1996    | 2e etappe Ronde van Limburg, Herderen-Riemst   | 3de     | Vlag van België          |
| 2000    | Hasselt - Spa - Hasselt                        | 2de     | Vlag van België          |
| 2000    | Zesbergen prijs, Harelbeke                     | 1ste    | Vlag van België          |
| 2000    | 6e etappe Tour de Liège                        | 2de     | Vlag van België          |
| 2000    | Eindklassement Tour de Liège                   | 2de     | Vlag van België          |
| 2002    | Hel van het Mergelland                         | 2de     | Vlag van België          |
| 2002    | Mere                                           | 2de     | Vlag van België          |
| 2002    | Zwevegem                                       | 2de     | Vlag van België          |
| 2003    | 1e etappe Tour de la Région Wallonne           | 2de     | Vlag van België          |
| 2003    | Vicht                                          | 2de     | Vlag van België          |
| 2007    | 1e etappe Triptyque Ardennais, Sprimont        | 1ste    | Vlag van België          |

## Resultaten in voornaamste wedstrijden
| Jaar | Amstel Gold Race | Luik-Bast.‑Luik |
| ---- | ---------------- | --------------- |
| 2002 | 66e              | 73e             |
| 2005 |                  | 97e             |